# غافن ماكننيس
غافن مايلز ماكنّيس (/məˈkɪnɪs/; ولد في 17 يوليو 1970) هو كاتب وممثل وكوميدي كندي. وهو المؤسس المشارك لفايس ميديا ومجلة فايس ومضيف في Get Off MY Lawn في النشرة المحافظة (شركة اخبارية)، وأحد مساهمين مجلة تاكي وإعلام المتمردين ‏ (موقع الكتروني)، وأحد الضيوف المألوفين في برامج التلفاز المعروضة على قناة فوكس نيوز وThe Blaze.
كان ماكنّيس شخصية رائدة في هبستر الثقافية. بعد ترك الشركة في عام 2008، أصبح معروفًا بشكل متزايد بآرائه السياسية اليمينية المتطرفة. وهو مؤسس Proud Boys، وهي منظمة يمينية (اقصى اليمين). ويعرف ماكنّيس شخصياً بأنه من «اليمين الجديد». منع من دخول أستراليا بسبب تهمة الكراهية بتاريخ نوفمبر 2018.

## النشأة
ولد ماكنّيس في هيتشن في هارتفوردشير، إنجلترا، لوالدين اسكتلنديين، جايمس ولورين ماكنّيس. هاجرت عائلته إلى كندا عندما كان في الرابعة. وقد درس في مدرسة ايرل مارس الثانوية في أوتاوا. في بلوغه، هاجر ماكنّيس إلى الولايات المتحدة من كندا.

## الحياة الشخصية
تزوج ماكلننيس من إميلي جندريساك من مانهاتن في 2005.

## الأفلام
- Kenny vs Spenny: Episode Who is Cooler (2006) – as himself (guest judge)
- Vice Guide to Travel (2006) – as himself
- Soul Quest Overdrive (2010) – as Mick
- How to Be a Man (2013) – as Mark McCarthy
- Creative Control (2015) – as Scott
- One More Time (2015) – as Record Producer
- Long Nights Short Mornings (2016) – as Comedian

## وصلات خارجية
- The Gavin McInnes Show on Compound Media
- Gavin McInnes at Taki's Magazine
- Gavin McInnes at The Rebel
- غافن ماكننيس على موقع IMDb (الإنجليزية)
- غافن ماكننيس على موقع روتن توميتوز (الإنجليزية)
- غافن ماكننيس على موقع أول موفي (الإنجليزية)
- غافن ماكننيس على موقع قاعدة بيانات الأفلام السويدية (السويدية)
- غافن ماكننيس على موقع أول ميوزيك (الإنجليزية)
- غافن ماكننيس على موقع قاعدة بيانات الفيلم (الإنجليزية)
- غافن ماكننيس على موقع كينوبويسك (الروسية)